# Unconditional L♡VE
『unconditional L♡VE』（アンコンディショナル・ラブ）は、2021年10月27日に発売された倉木麻衣の13作目のスタジオ・アルバム。

## 概要
前作『Let's GOAL! 〜薔薇色の人生〜』以来、2年2か月ぶりとなるオリジナル・アルバム。アルバムのタイトルは「無条件の愛」を意味する英語で本作のテーマにもなっている。
本作を引っ提げた全5カ所のツアー『Mai Kuraki Live Project 2021 “unconditional L♡VE”』が2021年11月6日から12月12日まで開催される予定であったが、新型コロナウイルス感染症の影響で有観客での開催が中止となり、ツアーファイナルの予定日であった同年12月12日にオンライン無観客ライブとして開催されることとなった。
本作での作曲家陣は収録5曲目の「Wで包むよ」の徳永暁人以外は全てビーイング外部の作家陣を起用。

## 収録曲

### CD
1. unconditional L♡VE
作詞 - 倉木麻衣 / 作曲 - Erik Lidbom
2. UNBREAKABLE
作詞 - 倉木麻衣 / 作曲・編曲 - 福田貴史
3. ONE LOVE
作詞 - 倉木麻衣 / 作曲 - 村山晋一郎・Mayu Wakisaka
  - 朝日放送テレビ（ABCテレビ）ドラマ+枠『ムショぼけ』主題歌[14][15]。
4. Can you feel my heart
作詞 - 倉木麻衣 / 作曲・編曲 - 中村泰輔
  - 12th配信シングル。
  - テレビ東京系ドラマ『ラブコメの掟〜こじらせ女子と年下男子〜』主題歌[16][17][18]。倉木がドラマ主題歌を務めるのは、2011年に「Strong Heart」が関西テレビ・フジテレビ系ドラマ『HUNTER〜その女たち、賞金稼ぎ〜』の主題歌として起用されて以来、10年ぶりのことである[19][20]。
5. Wで包むよ
作詞 - 倉木麻衣 / 作曲・編曲 - 徳永暁人
  - クレバリーホーム『壁で、家は進化する。』CMイメージソング[21][22]。倉木が同企業のタイアップソングを務めるのは2019年「幸せの扉」以来2度目である[要出典]。
6. ベロニカ
作詞 - 倉木麻衣 / 作曲・編曲 - 中村泰輔
  - 読売テレビ・日本テレビ系アニメ『名探偵コナン』エンディングテーマ（2021年8月28日～11月27日）[9][10]。
7. TOMORROW
作詞 - 倉木麻衣 / 作曲・編曲 - 池澤聡
  - 映画『劇場版オトッペ パパ・ドント・クライ』エンディングテーマ[23][24]。倉木が映画主題歌を担当するのは2017年の「渡月橋 〜君 想ふ〜」以来、約4年ぶりである[要出典]。
8. ひとりじゃない
作詞 - 倉木麻衣 / 作曲・編曲 - 若田部誠
  - 13th配信シングル。
  - サンリオ「Wish me mell」10th Anniversary Songとして制作された楽曲で、倉木とサンリオのコラボレーションソングは2012年の「Stay the same」以来、約9年半ぶりである[25][26]。
9. It's never over
作詞 - 倉木麻衣 / 作曲 - 本山清治
10. Proof of being alive
作詞 - 倉木麻衣 / 作曲 - 夢見クジラ
  - スマートフォンゲーム「アークナイツ」イメージソング。
11. Sea wind
作詞 - 倉木麻衣 / 作曲 - 来生たかお
12. ZEROからハジメテ
作詞 - 倉木麻衣 / 作曲 - Erik Lidbom、Jon Hallgren、youth case / 編曲：Jon Hallgren
  - 11th配信シングル、及び4thDVDシングル。
  - 読売テレビ・日本テレビ系アニメ『名探偵コナン』オープニングテーマ。同アニメの放送1000回を記念して制作された[27][28][29][30][31][32][33][34][35]（2021年3月6日～9月25日）。
13. always ～All Fan’s Chorus Special Edit いつでも LOVE ずっと SMILE～
作詞 - 倉木麻衣 / 作曲 - 大野愛果
  - 通常盤のみのボーナストラック[9][10]。
  - ファンから募集したコーラスを入れたバージョンであり、副題も募集したアイデアを元に倉木が考案したものである[9]。
  - 冒頭と最後の歓声は全国ツアー「20th Anniversary Mai Kuraki Live Project 2019 “Let's GOAL! 〜薔薇色の人生〜”」の音源で、それ以外はスタジオで録音されている（擬似ライブ音源に近い）。

### DVD

#### 初回限定盤A
1. Can you feel my heart 〜Ballad ver.〜 (MAI KURAKI × Piano PREMIUM MOVIE)
  - ピアノは倉木のツアーメンバーも務める持山翔子が担当している[要出典]。

#### 初回限定盤B
LIVE MOVIE from billboard classics 20th Anniversary MAI KURAKI premium symphonic concert 2019
1. 渡月橋 〜君 想ふ〜
2. Light Up My Life
3. きみと恋のままで終われない いつも夢のままじゃいられない
4. Be Proud 〜we make new history〜
5. 薔薇色の人生

## タイアップ
| 楽曲                  | タイアップ                                                         | 起用年 |
| --------------------- | ------------------------------------------------------------------ | ------ |
| ZEROからハジメテ      | 読売テレビ・日本テレビ系アニメ『名探偵コナン』オープニングテーマ   | 2021年 |
| Can you feel my heart | テレビ東京系ドラマ『ラブコメの掟〜こじらせ女子と年下男子〜』主題歌 | 2021年 |
| Wで包むよ             | クレバリーホーム『壁で、家は進化する。』CMイメージソング           | 2021年 |
| TOMORROW              | 映画『劇場版オトッペ パパ・ドント・クライ』エンディングテーマ      | 2021年 |
| ひとりじゃない        | サンリオ「Wish me mell×倉木麻衣」10th Anniversary Song             | 2021年 |
| ベロニカ              | 読売テレビ・日本テレビ系アニメ『名探偵コナン』エンディングテーマ   | 2021年 |
| ONE LOVE              | 朝日放送テレビ（ABCテレビ）ドラマ+枠『ムショぼけ』主題歌           | 2021年 |
| Proof of being alive  | スマートフォンゲーム「アークナイツ」イメージソング                 | 2021年 |